# Stazione di Nus
La stazione di Nus (in francese: gare de Nus) è una stazione ferroviaria a servizio dell'omonimo comune.

## Strutture ed impianti
La gestione degli impianti è affidata a Rete Ferroviaria Italiana società del gruppo Ferrovie dello Stato.

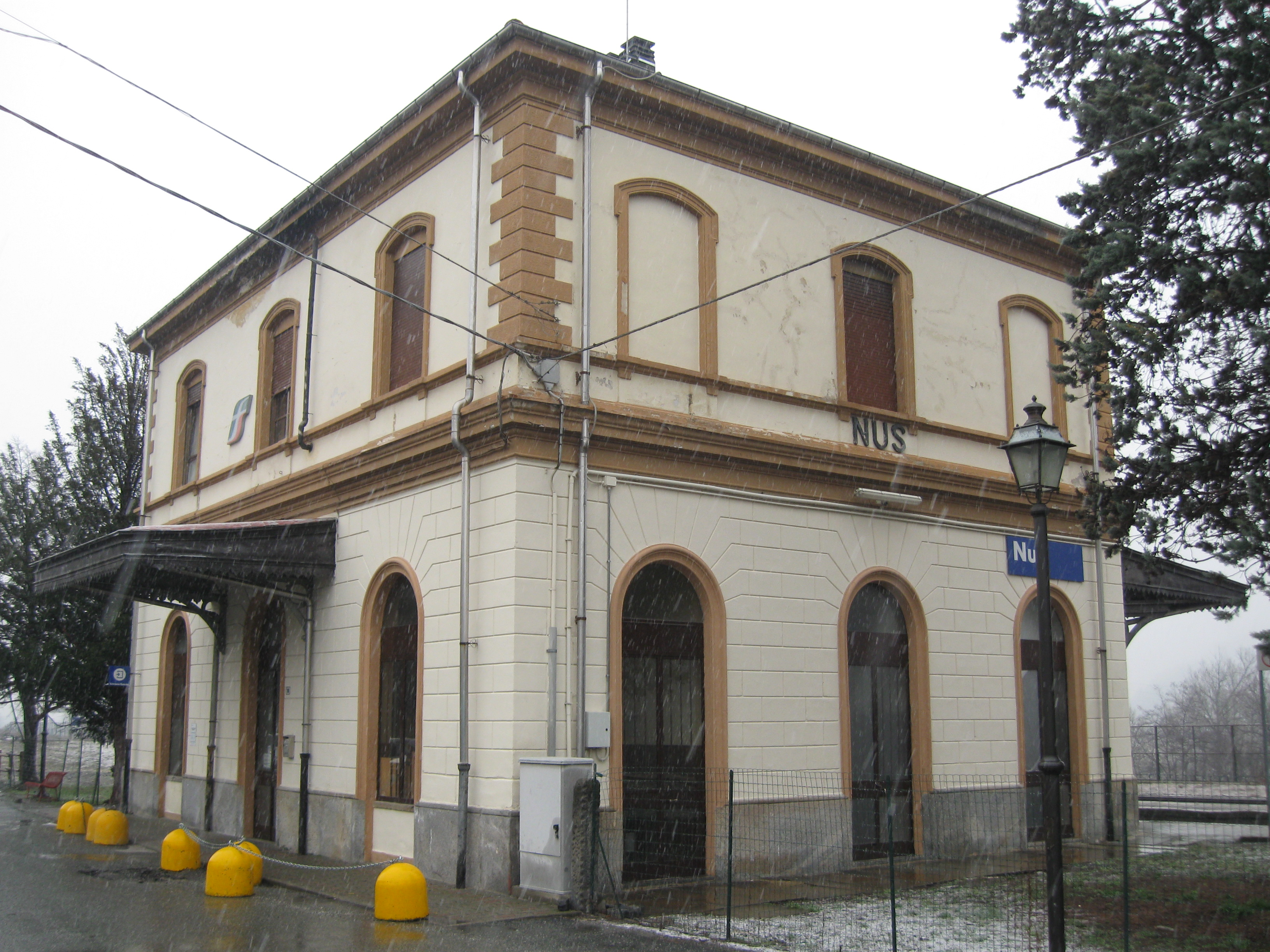
La stazione lato strada

La stazione dispone di due binari: il primo binario è usato per eventuali precedenze mentre il secondo è quello di corsa della linea.
I due binari sono collegati da una passerella in legno in quanto non è presente il sottopassaggio.
Il fabbricato viaggiatori si sviluppa su due piani, entrambi chiusi all'utenza.
I passeggeri, essendo chiuso il fabbricato viaggiatori, hanno come unico luogo di riparo una pensilina posta sulla banchina del binario 1, sprovvista di panchine.
È presente uno scalo merci di piccole dimensioni che al 2016 risulta in disuso.
Nei pressi si trova un cippo commemorativo per Alessandro Déanaz.

## Movimento
Il servizio viaggiatori è effettuato da Trenitalia, società del gruppo Ferrovie dello Stato.